# 尤斯克毛鼻鯰
尤斯克毛鼻鯰，為輻鰭魚綱鯰形目毛鼻鯰科的其中一種，為亞熱帶魚類，分布於南美洲阿根廷淡水流域，體長可達9.7公分，棲息在水質清澈，海拔4000公尺，沙底質溪流底層水域，以水生昆蟲為食，生活習性不明。

## 扩展阅读
維基物種上的相關：尤斯克毛鼻鯰